# Šiauliai Sportas Arena
Šiauliai Sportas Arena – przeznaczona do koszykówki hala sportowa znajdująca się w Szawlach, na Litwie. W tej hali swoje spotkania rozgrywa drużyna koszykarska KK Šiauliai. Hala może pomieścić 1200 widzów.